# Людвин (Хойникский район)
Людвин (бел. Людзвін) — упразднённая деревня в Хойникском районе Гомельской области Беларуси. В составе Судковского сельсовета.

## География
В 3 км на юг от районного центра Хойники и железнодорожной станции в этом городе, расположенной на ветке Василевичи — Хойники, отходящей от линии Брест — Гомель, в 106 км от Гомеля.

## Транспортная система
Транспортная связь по просёлочной, а затем по автодороге, которая идёт от Хойники. В деревне 1 жилой дом (2004 год). Планировка состоит из прямолинейной улицы, ориентированной с юго-запада на северо-восток. Дома деревянные, усадебного типа.

## История
Согласно письменных источников деревня известна с XIX века в составе Хойникской волости Речицкого уезда Минской губернии. В 1879 году обозначена в числе селений Хойникского церковного прихода. В 1930 году организован колхоз «Красный путь». Работала кузница.
Во время Великой Отечественной войны на фронтах погибли 53 жителя деревни.
Деревня в составе колхоза имени XXI съезда КПСС с центром в деревне Рудное.
До 31 декабря 2009 года в Дворищанском сельсовете, который переименован в Судковский.
20 июля 2013 года упразднена деревня Людвин.

## Население

### Численность
- 2013 год — нет жителей и хозяйств

### Динамика
- 1908 год — 226 жителей, 37 дворов
- 1959 год — 244 жителя (согласно переписи)
- 2004 год — 1 житель, 1 двор

## Достопримечательность
- Поклонный Крест, изготовленный согласно христианским канонам[3]. Около установлена гранитная плита, на ней надпись:

«Сей Поклонный Крест установлен 4 мая 2016 года в память о стоявшей здесь с начала XIX века деревне Людвин (Людвинополь), основанной владелицей хойникских земель графиней Людвикой Констанцией Прозор (из рода князей Шуйских).
В связи с аварией на Чернобыльской АЭС жители деревни в 1992 году были отселены в другие районы Беларуси…
На момент аварии в деревне было 50 дворов, в которых проживало 138 человек ...».